# Krommenie

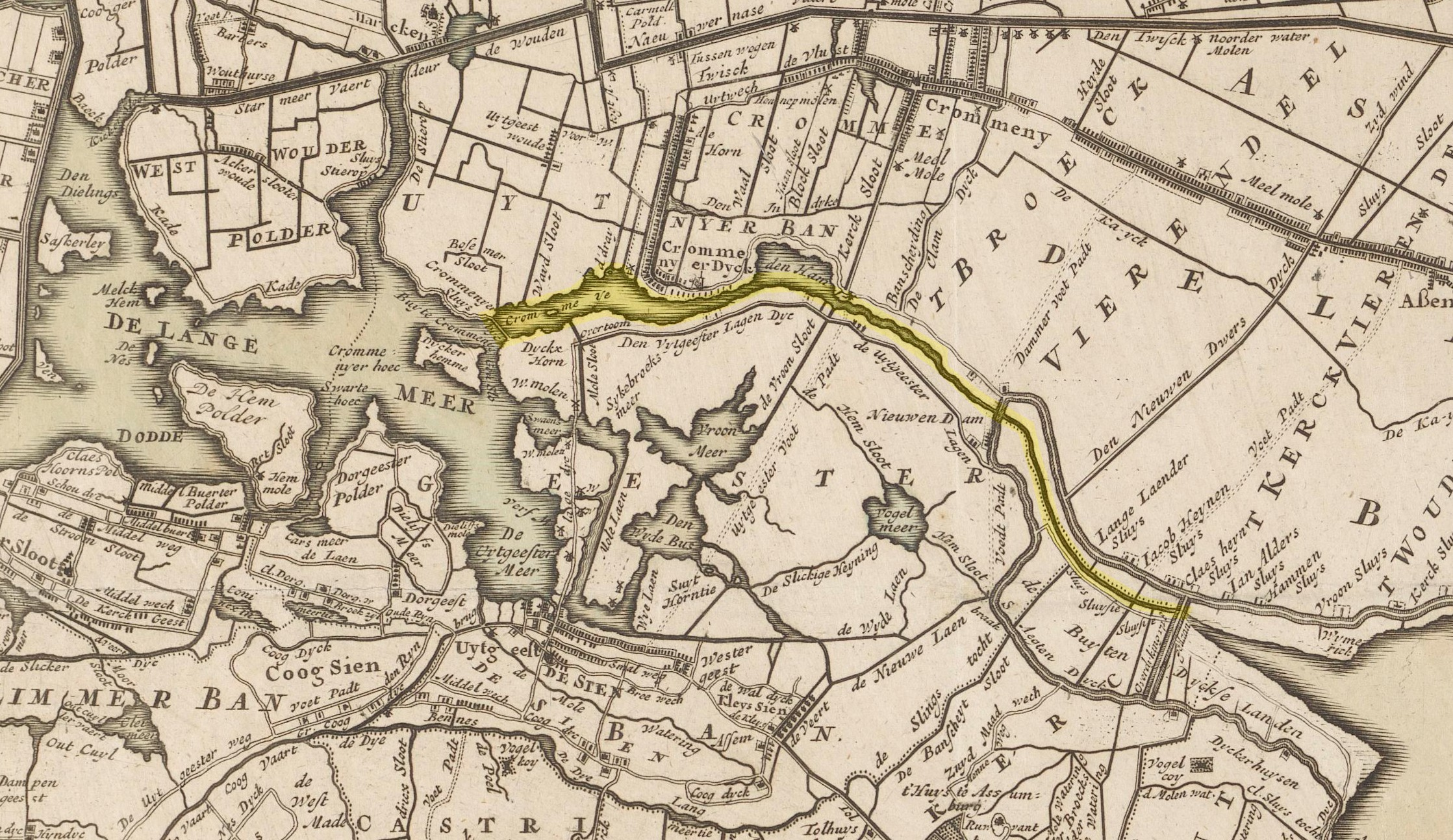
De Cromme Ye (geel) in 1720). Noord is links op de kaart.

Krommenie is een plaats in de gemeente Zaanstad. De plaats, die in 2001 zijn 750-jarige bestaan vierde, was tot 1974 een zelfstandige gemeente in het noorden van de Zaanstreek, in de provincie Noord-Holland. Krommenie is vooral bekend van de linoleumfabriek. Deze staat tegenwoordig echter in het naburige Assendelft.
De naam Krommenie werd voor het eerst gebruikt aan het einde van de dertiende eeuw. De naam is afkomstig van Crommenye, een water tussen Wijkermeer en Langmeer.

## Zeildoekweverij
Vanaf de Gouden Eeuw was de zeildoekweverij te Krommenie (met inbegrip van Krommeniedijk en de Horn) gedurende drie eeuwen een belangrijke bron van werkgelegenheid. Krommenie was het centrum van deze bedrijfstak in Nederland. De kwaliteit van het Hollandse zeildoek uit Krommenie was internationaal befaamd. In 1851 stonden in Krommenie, dat toen ongeveer 2500 inwoners had, 434 weefgetouwen, die samen 20.588 rollen zeildoek produceerden. In die tijd waren acht van de dertien Nederlandse rolreders actief in Krommenie. Het hoogtepunt voor deze industrie was in het jaar 1725 met 33.272 rollen en 41 rolreders. Een 17e-eeuws weefgetouw, geschonken door de firma P.H. Kaars Sijpesteijn, is te zien in het Zuiderzeemuseum te Enkhuizen.

## Bezienswaardigheden
Aan de Zuider- en Noorderhoofdstraat staat een aantal voorbeelden van de Zaanse houtarchitectuur die dateren uit de 17e - 19e eeuw, traditioneel groen-witgeschilderd. Ook de Nederlands Hervormde Kerk heeft een groengeschilderde toren. De kerk, die 350 jaar bestaat, staat bekend als de 'Hervormde Kerk'. In 2008 werd, vanwege het samengaan van gereformeerden en hervormden, de naam Nicolaaskerk nieuw leven ingeblazen. In de Middeleeuwen stond op de plaats van de huidige kerk een katholieke kapel die gewijd was aan Sint-Nicolaas. Vooral het noordelijke deel van Krommenie heeft nog een dorpse sfeer.

### Krommeniedijk
Bij Krommenie ligt Krommeniedijk, een buurtschap midden in de polder. Op de grens van Krommeniedijk en Uitgeest ligt het Fort bij Krommeniedijk, een van de 42 forten van de Stelling van Amsterdam, een 19e-eeuwse defensielinie rond Amsterdam. De Stelling van Amsterdam werd in 1996 door UNESCO op de Werelderfgoedlijst geplaatst. De molen De Woudaap stond model voor de molen in de boeken van de Kameleonreeks. Dicht bij Krommeniedijk ligt de oever van het Alkmaardermeer.

### Monumenten
- Lijst van rijksmonumenten in Krommenie.
- Lijst van gemeentelijke monumenten in Krommenie

## Wijken en buurten
Zaanstad is bestuurlijk ingedeeld in wijken en buurten. In Krommenie is die indeling als volgt:

### Krommenie-Oost

#### Buurten
- Noorderhoofdbuurt
- Rosariumbuurt
- Snuiverbuurt
- Zuiderhoofdbuurt

### Krommenie-West

#### Buurten
- Rosariumbuurt.
- Noorderham
- Willis
- Zuiderham
- Alhoewel Krommeniedijk een afzonderlijke plaats is, is het bestuurlijk ingedeeld als buurt in de Krommeniese wijk Krommenie-Oost.

## Parken
- Agathepark
- Rosariumpark

## Solaroad
In Krommenie was op het fietspad langs de provinciale weg N203 ter hoogte van de Dorpsstraat van Assendelft als proef een stukje solaroad aangelegd. In november 2014 werd dit stukje van 73 meter van zonnepanelen in het fietspad geopend. Het stuk fietspad is in 2020 verwijderd na vandalisme.

## Bijnamen van Krommenieërs
- Koekvreters
- Guiten

## Geboren in Krommenie
- Willem Kaars Sijpesteijn (1800-1855), ondernemer en politicus
- Jan Provily (1900-1977), burgemeester
- Wim Hulst (1916-1998), communistisch politicus
- Ber Joosen (1924-2004), organist, pianist, componist, dirigent en pedagoog
- Aafje Heynis (1924-2015), altzangeres
- Gerrit van der Hoeven (1926-2015), atleet
- Jan Rem (1929-2014), atleet
- Nicolaas Matsier (= Tjit Reinsma, 1945), schrijver
- Peter Ressel (1945), voetballer
- Frits Jansma (1951), acteur
- Gerard Mooy (1957), kunstschilder
- Terry Hendriks (1957), voetballer
- Guurtje Leguijt (1961-2025), kinderboekenschrijfster
- Corine Boon (1964), presentatrice, musicalartieste en televisieactrice
- Eva Hoeke (1979), journaliste
- Pauline Hondema (2000), atlete

## Gewoond in Krommenie
- Joop Goudsblom
- Hotze de Roos
- Gerrie Knetemann
- Najib Amhali
- Huub van der Lubbe
- Niki Terpstra
- Stanley Burleson
- Stanley MacDonald

## Overleden in Krommenie
- Jan Provily (1977)
- Jan Brasser (1991)
- Hotze de Roos (1991)
- Rob Hoeke (1999)
- Jan Rem (2014)
- Gerrit van der Hoeven (2015)
- Dick Helling (2018)
- Frans A. Janssen (2024)